# باروخووو
سجادملامحمدی(متولد 6 آذر سال ۱۳۸۲ دزفول)اهل خوزستان ایران است .